# Levante Unión Deportiva (femminile)
Il Levante Unión Deportiva, in catalano Llevant Unió Esportiva Femení e noto soprattutto come Levante, è una squadra di calcio femminile spagnola, sezione calcistica dell'omonimo club con sede nella città di Valencia. Partecipa alla Primera División, massima serie del campionato spagnolo femminile di calcio. Fondato nel 1998 assorbendo il precedente Sant Vicent València Club de Futbol fondato nel 1993, nella sua storia sportiva ha vinto quattro volte il titolo di Campione di Spagna, sei Coppe della Regina e due Supercopa de España, rappresentando più volte la Spagna nella UEFA Women's Cup.

## Storia
Il Levante venne fondato nel 1998 assorbendo completamente il San Vicente Valencia Club de Fútbol Femenino, vincitore del campionato spagnolo nella stagione 1996-1997, e che stava affrontando gravi problemi finanziari. Subito promosso in massima serie, nel 2000 prima concluse il campionato al terzo posto e poi conquistò la Coppa della Regina. Nei due anni successivi realizzò due double) consecutivi, trionfando sia in campionato che in Coppa. Grazie a questi successi guadagnò l'accesso alla UEFA Women's Cup sia nell'edizione 2001-2002 che nell'edizione 2002-2003, diventando la prima squadra spagnola di calcio femminile a partecipare alla competizione UEFA. In entrambe le occasioni il Levante venne eliminato al termine della fase a gironi. Nelle cinque stagioni successive il Levante si mantenne tra il secondo e il terzo posto in classifica e vinse la Coppa della Regina in altre tre edizioni. Tornò a trionfare in campionato nella Superliga 2007-2008, concludendo il campionato al primo posto a pari punti con il Rayo Vallecano, ma sopravanzandolo perché in vantaggio negli scontri diretti. Nell'edizione 2008-2009 della UEFA Women's Cup il Levante superò la prima fase a gironi grazie alla miglior differenza reti rispetto allo Sparta Praga, ma si fermò al termine della seconda fase a gironi. Dopo aver concluso la Superliga 2008-2009 al secondo posto alle spalle delle rivali del Rayo Vallecano, il Levante continuò a mantenere posizioni di alta classifica negli anni successivi, attestandosi prevalentemente tra il quarto e il quinto posto.

## Calciatrici

### Ex giocatrici nazionali
| Nazionale          | Calciatrici |
| ------------------ | --- |
| Spagna             | Alharilla Casado, Maider Castillo, Rosa Castillo, Gurutze Fernández, María Pérez Fernández, Alicia Fuentes, Ruth García, Vanesa Gimbert, Susana Guerrero, Auxiliadora Jiménez, Yolanda Mateos, Sara Monforte, Marina Nohalez, María José Pons, Mar Prieto, Montserrat Tomé, Sandra Vilanova |
| Argentina          | Romina Ferro |
| Brasile            | Grazielle Pinheiro, Kátia, Thaís Ribeiro |
| Guinea Equatoriale | Vânia Martins |
| Italia             | Pamela Conti, Katia Serra |
| Svizzera           | Vanessa Bernauer, Marina Keller |

## Palmarès

### San Vicent C.F.F.
- Campionato spagnolo: 1

1996-1997

### Levante
- Campionato spagnolo: 3

2000-2001, 2001-2002, 2007-2008
- Coppa della Regina: 6

2000, 2001, 2002, 2004, 2005, 2007
- Supercoppa spagnola: 2

1997 (come San Vincente), 2000

## Statistiche

### Risultati nelle competizioni UEFA
| Stagione | Competizione     | Fase                         | Avversario          | Risultato | Risultato | Risultato |
| Stagione | Competizione     | Fase                         | Avversario          | andata    | ritorno   | aggregato |
| -------- | ---------------- | ---------------------------- | ------------------- | --------- | --------- | --------- |
| 2001-02  | UEFA Women's Cup | fase a gironi, primo turno   | 1. FFC Francoforte  | 0-1       | 0-1       | 0-1       |
| 2001-02  | UEFA Women's Cup | fase a gironi, primo turno   | College Sports Club | 17-0      | 17-0      | 17-0      |
| 2001-02  | UEFA Women's Cup | fase a gironi, primo turno   | FC Codru Chişinău   | 3-1       | 3-1       | 3-1       |
| 2002-03  | UEFA Women's Cup | fase a gironi, primo turno   | KSC Eendracht Aalst | 8-0       | 8-0       | 8-0       |
| 2002-03  | UEFA Women's Cup | fase a gironi, primo turno   | Arsenal             | 1-2       | 1-2       | 1-2       |
| 2002-03  | UEFA Women's Cup | fase a gironi, primo turno   | Gömrükçü Baku       | 2-1       | 2-1       | 2-1       |
| 2008-09  | UEFA Women's Cup | fase a gironi, primo turno   | ZFK Skiponjat       | 9-0       | 9-0       | 9-0       |
| 2008-09  | UEFA Women's Cup | fase a gironi, primo turno   | KVK Tienen          | 9-2       | 9-2       | 9-2       |
| 2008-09  | UEFA Women's Cup | fase a gironi, primo turno   | Sparta Praga        | 0-0       | 0-0       | 0-0       |
| 2008-09  | UEFA Women's Cup | fase a gironi, secondo turno | Brøndby IF          | 0-1       | 0-1       | 0-1       |
| 2008-09  | UEFA Women's Cup | fase a gironi, secondo turno | 2001 Duisburg       | 0-5       | 0-5       | 0-5       |
| 2008-09  | UEFA Women's Cup | fase a gironi, secondo turno | Naftokhimik Kalush  | 4-1       | 4-1       | 4-1       |

## Organico

### Rosa 2022-2023
Rosa, ruoli e numeri di maglia come da sito LaLiga.com, aggiornati al 6 dicembre 2022.
| N. |                               | Ruolo | Calciatrice      |
| -- | ----------------------------- | ----- | ---------------- |
| 1  | Spagna (bandiera)             | P     | María Valenzuela |
| 3  | Spagna (bandiera)             | D     | Núria Mendoza    |
| 4  | Spagna (bandiera)             | D     | María Méndez     |
| 5  | Brasile (bandiera)            | D     | Antônia          |
| 6  | Spagna (bandiera)             | C     | Paula Fernández  |
| 7  | Colombia (bandiera)           | A     | Mayra Ramírez    |
| 8  | Spagna (bandiera)             | C     | Silvia Lloris    |
| 9  | Macedonia del Nord (bandiera) | A     | Nataša Andonova  |
| 10 | Spagna (bandiera)             | A     | Alba Redondo     |
| 11 | Portogallo (bandiera)         | C     | Tatiana Pinto    |
| 12 | Spagna (bandiera)             | C     | Leire Baños      |
| 13 | Romania (bandiera)            | P     | Andreea Părăluță |
| 14 | Spagna (bandiera)             | C     | Carol            |
| 15 | Norvegia (bandiera)           | A     | Madelen Holme    |
| 16 | Spagna (bandiera)             | D     | Estela Carbonell |

| N. |                     | Ruolo | Calciatrice      |
| -- | ------------------- | ----- | ---------------- |
| 17 | Spagna (bandiera)   | C     | María Alharilla  |
| 18 | Francia (bandiera)  | C     | Aminata Diallo   |
| 19 | Svizzera (bandiera) | D     | Viola Calligaris |
| 20 | Spagna (bandiera)   | D     | Paula Tomás      |
| 21 | Irlanda (bandiera)  | C     | Tyler Toland     |
| 22 | Spagna (bandiera)   | A     | Júlia Aguado     |
| 23 | Spagna (bandiera)   | C     | Érika González   |
| 25 | Svizzera (bandiera) | P     | Livia Peng       |
| 28 | Spagna (bandiera)   | C     | Bascu            |
| 29 | Spagna (bandiera)   | C     | Esther Gómez     |
| 30 | Spagna (bandiera)   | C     | Núria Escoms     |
| 33 | Spagna (bandiera)   | P     | Angela Moral     |
| 35 | Spagna (bandiera)   | D     | María Gabaldón   |
| 36 | Spagna (bandiera)   | P     | Andrea Tarazona  |

### Rosa 2020-2021
Rosa, ruoli e numeri di maglia come da sito ufficiale e LaLiga.com, aggiornati al 15 febbraio 2021.
| N. |                               | Ruolo | Calciatrice      |
| -- | ----------------------------- | ----- | ---------------- |
| 1  | Spagna (bandiera)             | P     | María Valenzuela |
| 3  | Spagna (bandiera)             | D     | Nuria Martinez   |
| 4  | Spagna (bandiera)             | D     | María Méndez     |
| 5  | Spagna (bandiera)             | D     | Rocío Gálvez     |
| 6  | Francia (bandiera)            | C     | Sandie Toletti   |
| 7  | Spagna (bandiera)             | D     | Lucía Gómez      |
| 8  | Spagna (bandiera)             | C     | Irene Guerrero   |
| 9  | Macedonia del Nord (bandiera) | A     | Nataša Andonova  |
| 10 | Argentina (bandiera)          | C     | Estefanía Banini |
| 11 | Spagna (bandiera)             | A     | Alba Redondo     |
| 12 | Spagna (bandiera)             | C     | Claudia Zornoza  |
| 13 | Romania (bandiera)            | P     | Andreea Părăluță |
| 14 | Spagna (bandiera)             | C     | Carol Férez      |

| N. |                      | Ruolo | Calciatrice      |
| -- | -------------------- | ----- | ---------------- |
| 15 | Svizzera (bandiera)  | D     | Viola Calligaris |
| 16 | Brasile (bandiera)   | D     | Jucinara         |
| 17 | Spagna (bandiera)    | C     | María Alharilla  |
| 18 | Spagna (bandiera)    | A     | Eva Navarro      |
| 19 | Spagna (bandiera)    | A     | Esther González  |
| 20 | Spagna (bandiera)    | D     | Paula Tomás      |
| 21 | Argentina (bandiera) | D     | Aldana Cometti   |
| 23 | Spagna (bandiera)    | D     | Andrea Palacios  |
| 24 | Spagna (bandiera)    | C     | Silvia Lloris    |
| 25 | Spagna (bandiera)    | C     | Paula Durán      |
| 27 | Spagna (bandiera)    | P     | Mar Segarra      |
| 30 | Spagna (bandiera)    | A     | Fiamma Iannuzzi  |
|    | Spagna (bandiera)    | A     | Andrea Okene     |

### Rosa 2019-2020
Rosa, ruoli e numeri di maglia come da sito ufficiale e LaLiga.com, aggiornati al 12 settembre 2019.
| N. |                               | Ruolo | Calciatrice      |
| -- | ----------------------------- | ----- | ---------------- |
| 1  | Spagna (bandiera)             | P     | Sandra Torres    |
| 2  | Spagna (bandiera)             | D     | Ona Batlle       |
| 3  | Spagna (bandiera)             | D     | Ruth García      |
| 4  | Spagna (bandiera)             | C     | Gemma Gili       |
| 5  | Spagna (bandiera)             | C     | Laura Gutiérrez  |
| 6  | Spagna (bandiera)             | C     | Maitane López    |
| 7  | Spagna (bandiera)             | C     | Marta Corredera  |
| 8  | Spagna (bandiera)             | A     | Sonia Bermúdez   |
| 10 | Argentina (bandiera)          | C     | Estefanía Banini |
| 11 | Macedonia del Nord (bandiera) | A     | Nataša Andonova  |
| 12 | Spagna (bandiera)             | C     | Claudia Zornoza  |

| N. |                    | Ruolo | Calciatrice      |
| -- | ------------------ | ----- | ---------------- |
| 13 | Romania (bandiera) | P     | Andreea Părăluță |
| 14 | Spagna (bandiera)  | C     | Nerea Pérez      |
| 15 | Spagna (bandiera)  | D     | Ivana Andrés     |
| 16 | Brasile (bandiera) | D     | Jucinara         |
| 17 | Spagna (bandiera)  | C     | María Alharilla  |
| 18 | Spagna (bandiera)  | A     | Eva Navarro      |
| 19 | Spagna (bandiera)  | A     | Esther González  |
| 20 | Spagna (bandiera)  | D     | Rocío Gálvez     |
| 21 | Spagna (bandiera)  | A     | Alba Redondo     |
|    | Spagna (bandiera)  | D     | Lucía Gómez      |
|    | Spagna (bandiera)  | D     | Andrea Palacios  |